# Davis Guggenheim
Philip Davis Guggenheim (St. Louis, 3 novembre 1963) è un regista e produttore cinematografico statunitense, che lavora in ambito televisivo e cinematografico e nel campo dei documentari.

## Biografia
Nato nel Missouri, figlio di Charles Guggenheim e Marion Davis nata Streett, si è laureato alla Brown University nel 1986. Inizia la propria carriera come produttore associato per film come ...Non dite a mamma che la babysitter è morta e Training Day. Dopo una serie di cortometraggi e regie televisive nel 2000 debutta alla regia cinematografica con il thriller Gossip. Negli anni seguenti dirige episodi delle più note serie televisive; 24, Alias, Deadwood e molte altre. Nel 2006 dirige il film-documentario Una scomoda verità, vincitore del premio Oscar per il miglior documentario. Sempre nel 2006 dirige anche l'episodio pilota della serie TV The Unit, mentre nel 2007 dirige il lungometraggio Il mio sogno più grande con Carly Schroeder.
Nel 2008 dirige A Mother's Promise: Barack Obama Bio Film, un documentario su Barack Obama presentato durante la Convention Nazionale Democratica, sempre nel 2008 realizzata il documentario It Might Get Loud, in cui racconta stralci di vita dei musicisti Jimmy Page, The Edge e Jack White. Nel 2009 dirige l'episodio pilota delle serie televisiva Melrose Place, ideale continuazione della nota serie televisiva degli anni novanta, e nel 2010 il pilota della serie televisiva The Defenders. Nel 2010 dirige il documentario Waiting for Superman incentrato sul sistema scolastico statunitense, che ha vinto il premio del pubblico come miglior documentario al Sundance Film Festival 2010. Nel 2011 realizza il documentario sugli U2 From the Sky Down, presentato a settembre al Toronto International Film Festival e successivamente al Festival Internazionale del Film di Roma 2011.
Guggenheim ha diretto l'episodio pilota di Widow Detective per la CBS nel 2012, che però non ha avuto seguito. Nel 2013 ha diretto un documentario di 30 minuti The Dream is Now. Il film segue le vite di quattro studenti privi di documenti negli Stati Uniti e del sistema di immigrazione statunitense. Nel 2015 ha diretto il documentario Malala sulla giovane attivista pakistana Malala Yousafzai, vessata e ferita dai talebani.
Nel 2019 ha creato e diretto una miniserie documentaria intitolata Inside Bill's Brain: Decoding Bill Gates. La serie esplora la mente e le motivazioni dietro il capitano d'industria e oligarca Bill Gates, l'ascesa della Microsoft e le attività passate e attuali della Fondazione Bill & Melinda Gates.

### Vita privata
Dal 1994 è sposato con l'attrice Elisabeth Shue. La coppia ha tre figli; Miles William, nato l'11 novembre 1997, Stella Street, nata il 19 marzo 2001, e Agnes Charles Guggenheim, nata il 18 giugno 2006. È cognato dell'attore Andrew Shue.

## Filmografia
- Deaf President Now! (2025)